# Impasse Robiquet
Pour les articles homonymes, voir Robiquet.
L'impasse Robiquet est une voie située dans le quartier Notre-Dame-des-Champs dans le 6e arrondissement de Paris.

## Situation et accès

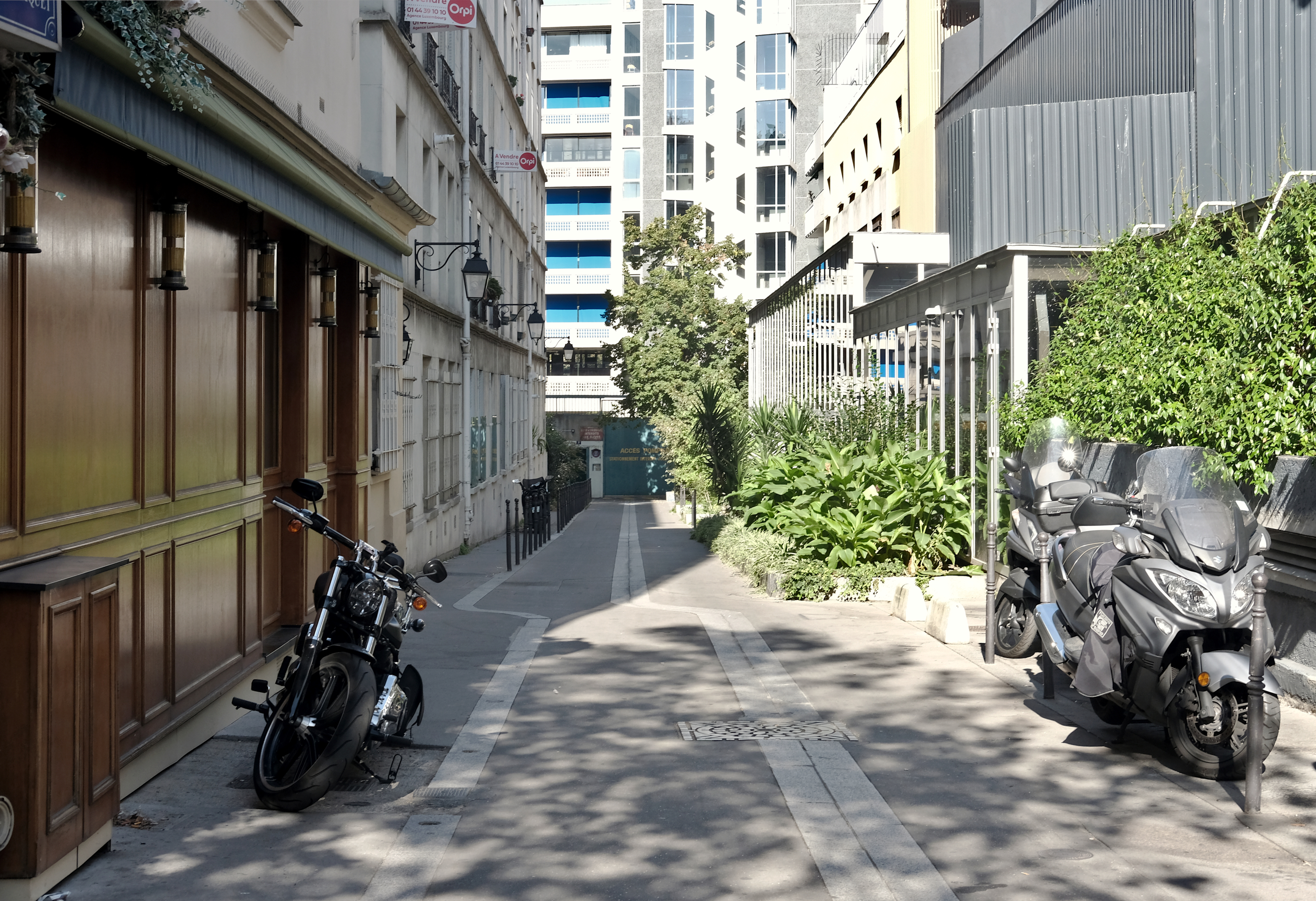
Autre vue de l'impasse (2023).

L'impasse Robiquet est desservie par les lignes 4, 6, 12 et 13 à la station Montparnasse - Bienvenüe.

## Origine du nom

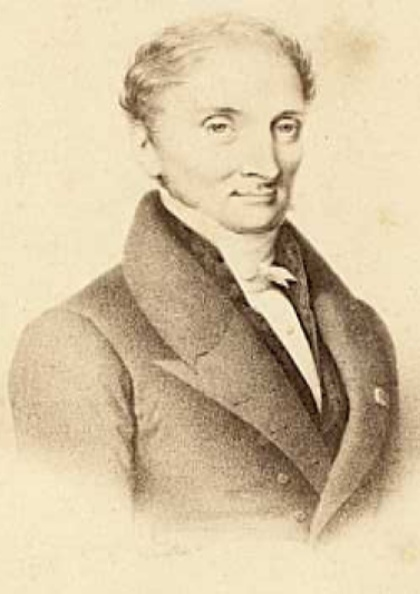
Portrait de Pierre Jean Robiquet.

Elle porte le nom du chimiste et pharmacien Pierre Jean Robiquet (1780-1840).

## Historique
Ancien « cul-de-sac du Montparnasse » ou « impasse du Montparnasse » ouvert au début du XIXe siècle, elle prend sa dénomination actuelle par décret du 10 février 1875.

## Bâtiments remarquables et lieux de mémoire
- Le théâtre de Poche Montparnasse.
- Un accès très secondaire du collège Stanislas.

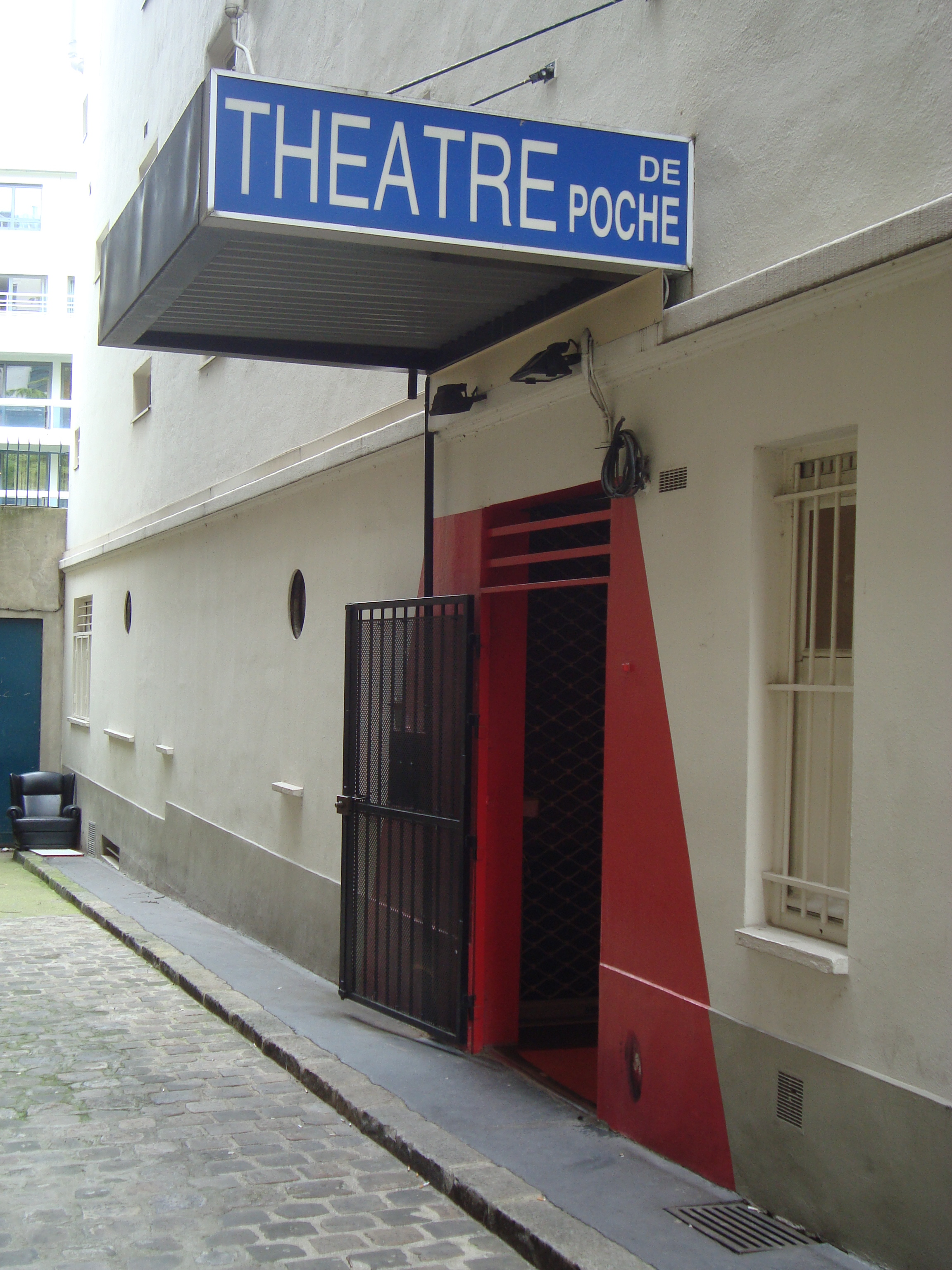
Le théâtre de Poche Montparnasse.